# Heraut

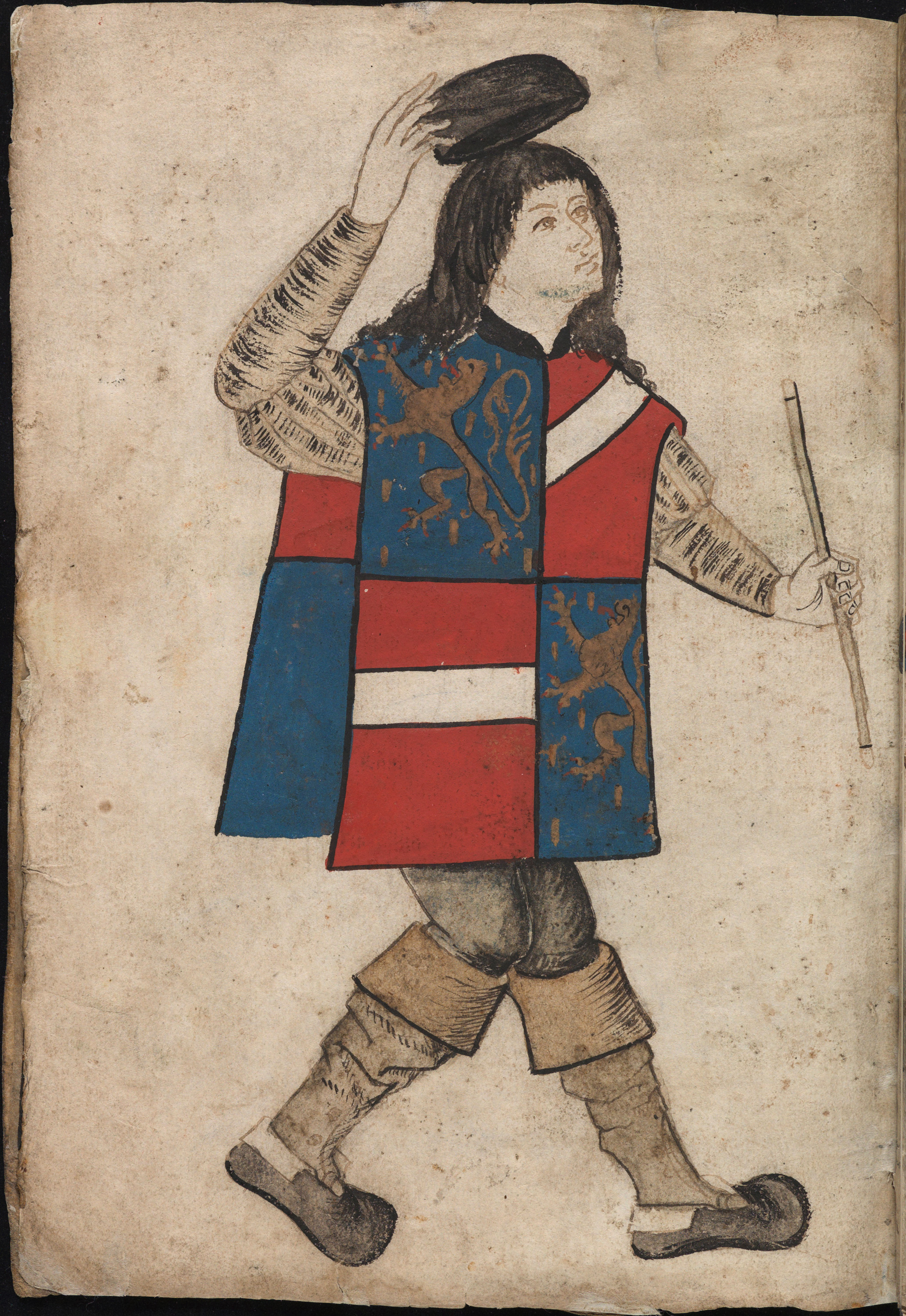
Portret van de heraut Nassau-Vianden uit het Wapenboek Nassau-Vianden (ca. 1490)

Een heraut was een aankondiger en opzichter bij middeleeuwse toernooien en oorspronkelijk de heraldus ofwel legeraanvoerder. Herauten waren ongewapend en onschendbaar en ze genoten vrijstelling van belastingen.

## Heraut in de middeleeuwen
Gekleed in een herkenbare tabberd deden zij dienst als boodschapper van hun heer. Herauten waren verantwoordelijk voor de organisatie van toernooien. Vanaf het begin van de 13e eeuw kondigden zij de deelnemers ervan aan en verklaarden de wapens als boodschapper en ceremoniemeester. Een belangrijk deel van dat proces was het bekendmaken van de identiteit van de deelnemers.
In oorlogstijd konden zij door hun kennis van de wapenschilden een inventaris maken van alle strijdende partijen. Zij verklaarden de oorlog en sloten vrede. Zij moesten ook de eis tot overgave overbrengen. Tot hun takenpakket behoorde ook voor de veldslag de testamenten opmaken en nadien de gesneuvelden te identificeren en begraven. Ten slotte regelden de herauten ook de betaling van het saldo van de losgelden van de gevangengenomen krijgers. In 1173, bij de slag van Drincourt in Normandië, kan men uit bronnen voor het eerst de aanwezigheid van een heraut aantonen.
Daarnaast waren de herauten vervaardigers van wapenboeken met afbeeldingen van wapens, scheppers van de bijbehorende vaktaal en blazoenering. Het woord heraldiek stamt af van "heraut" of het archaïsche 'herault'. Vanaf de 14e eeuw zijn drie klassen herauten bekend; persevant (leerling), heraut en wapenkoning. Colleges werden in deze tijd gevormd, die voor het grootste deel op het continent werden afgeschaft na de Franse Revolutie. In Engeland bestaat nog altijd het College of Arms en in Schotland het Lyon's Court.

## Huidige betekenis
Herauten zijn nog steeds in functie. In Engeland en Schotland treden zij op bij grote plechtigheden en zijn zij betrokken bij het ontwerpen en toekennen van wapenschilden. Hierbij gaven ze wapenbrieven af. Herauten werden bijgestaan door hun leerlingen, ook bekend als persevanten (van het Franse "poursuivant", dat "volger" betekent).
Bij de inhuldiging van koningin Beatrix in 1980 waren er herauten die de inhuldiging van de vorstin symbolisch verkondigden aan het op de Dam verzamelde volk. Zij droegen bij die gelegenheid nog wel een herautenstaf, maar geen herautenrok of tabberd meer.
Bij de inhuldiging van koning Willem-Alexander bekleedden natuurkundige Robbert Dijkgraaf, amazone Anky van Grunsven en de secretaris-generaal van Buitenlandse Zaken Renée Jones-Bos de functie van wapenheraut, de eerste kondigde als heraut van wapenen op de Dam voor de Nieuwe Kerk in Amsterdam de inhuldiging aan.

## Wetenswaardig
Heraut gebruikt men in de communicatie ook in overdrachtelijke betekenis. Bijvoorbeeld in de zegswijze de herauten van de vrede waarmee men bedoelt: de uitdragers of verkondigers van de vrede.

## Galerij

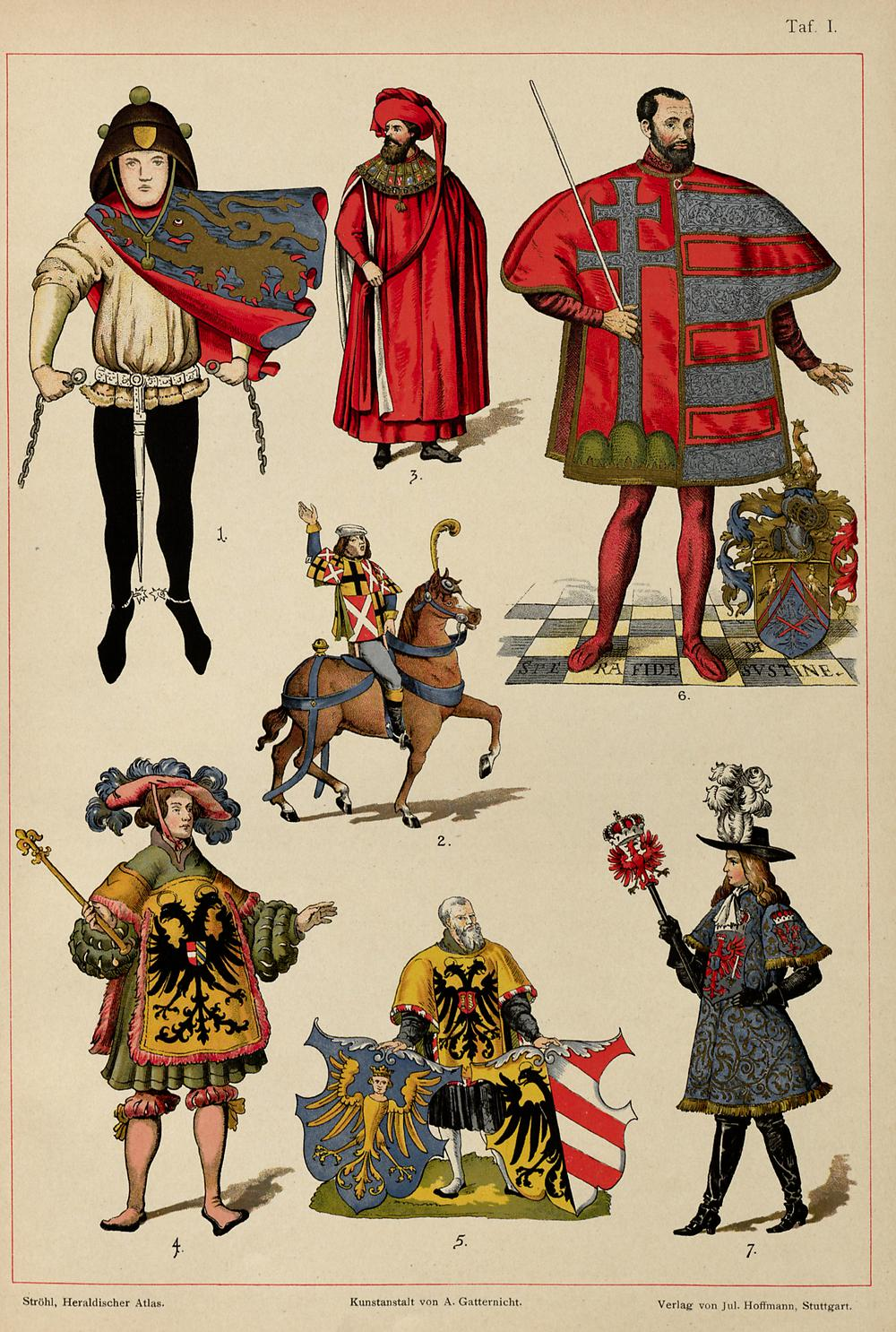
Afbeeldingen van herauten van de 14e tot de 17e eeuw uit Hugo Gerard Ströhls wapenkundige atlas (1899)
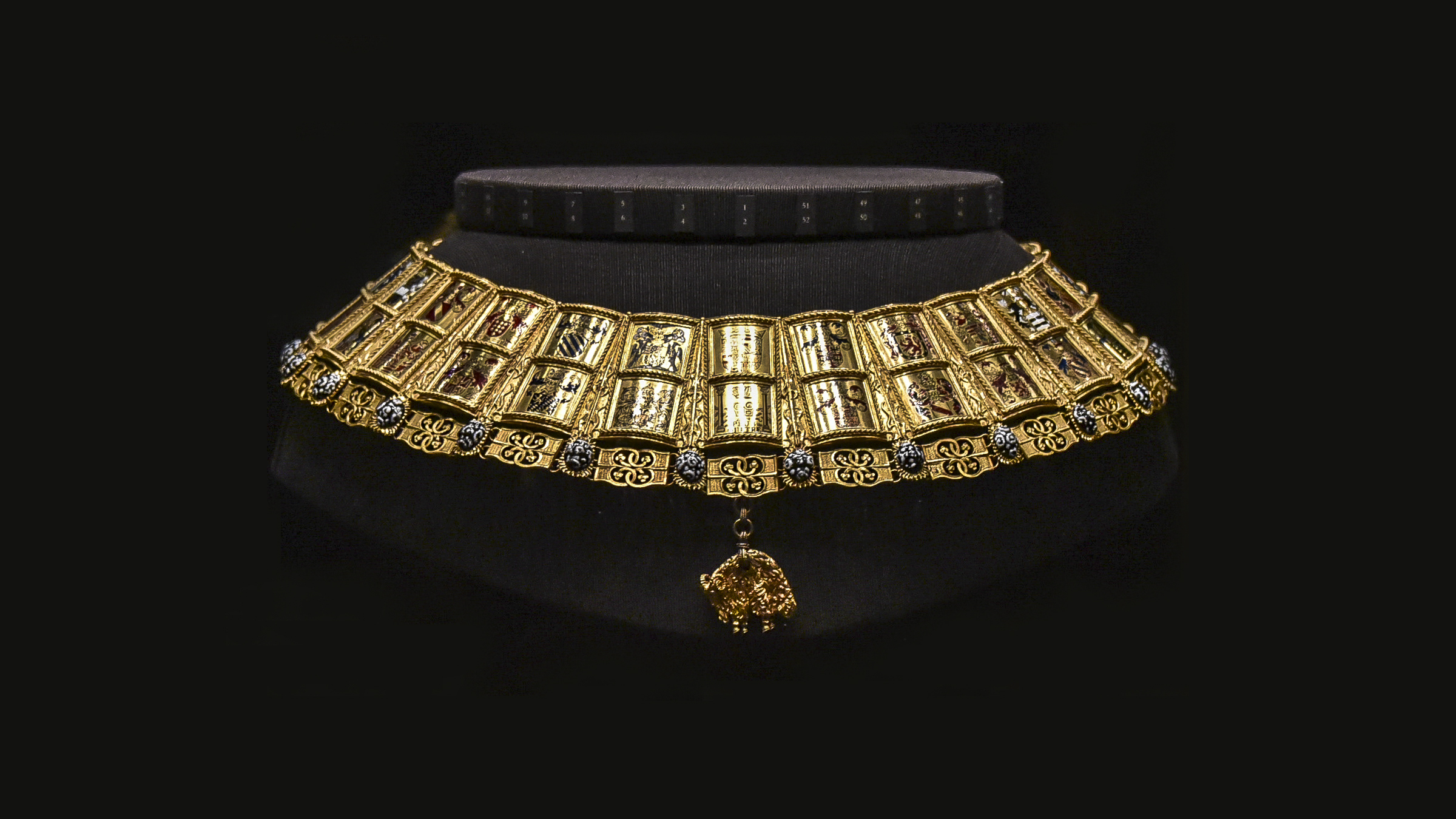
Keten van een heraut Orde van het Gulden Vlies (1517) Schatkamer van de Hofburg Wenen
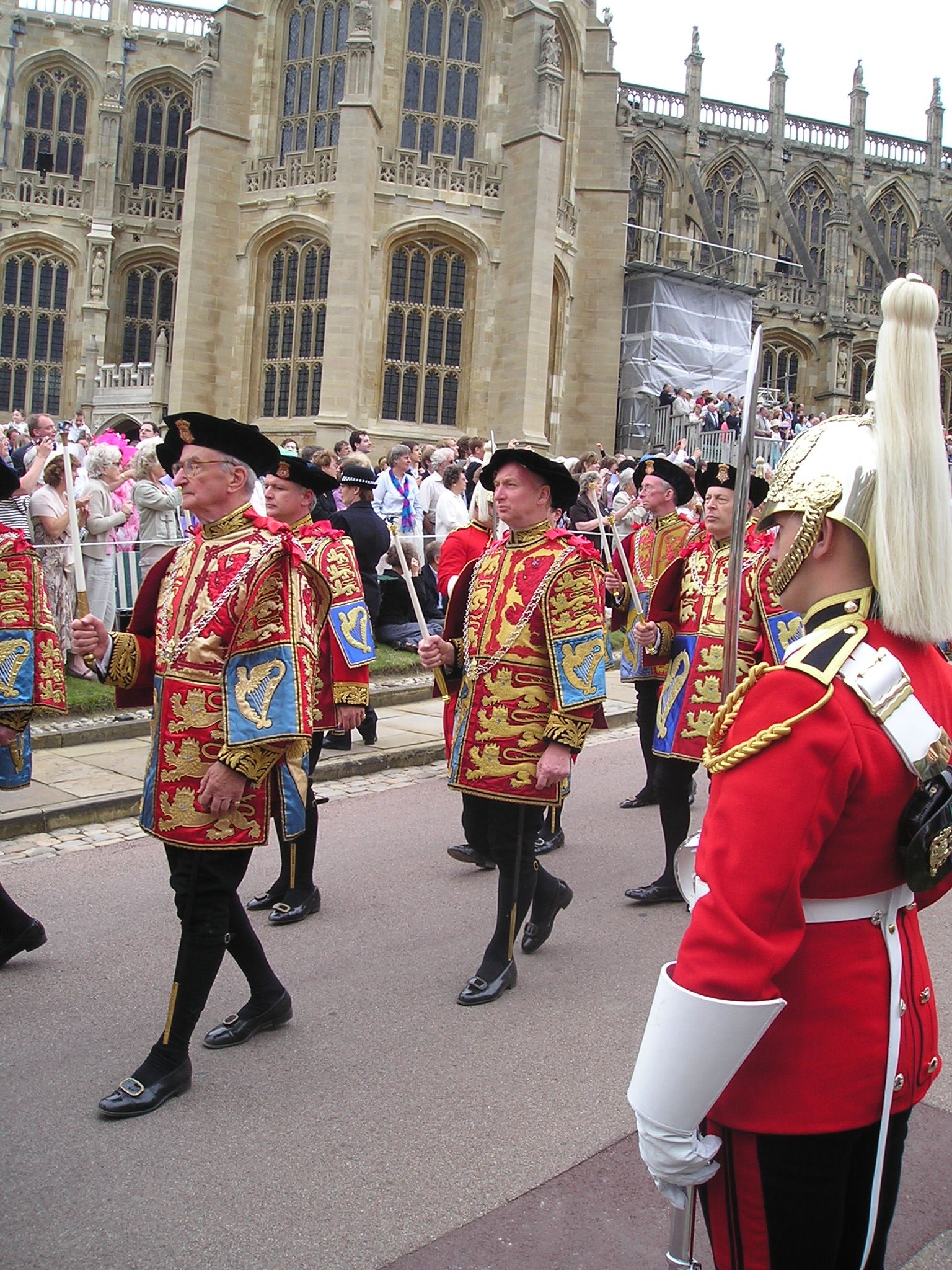
Herauten van de Britse Koningin met tabberd in een optocht in Windsor (2006)
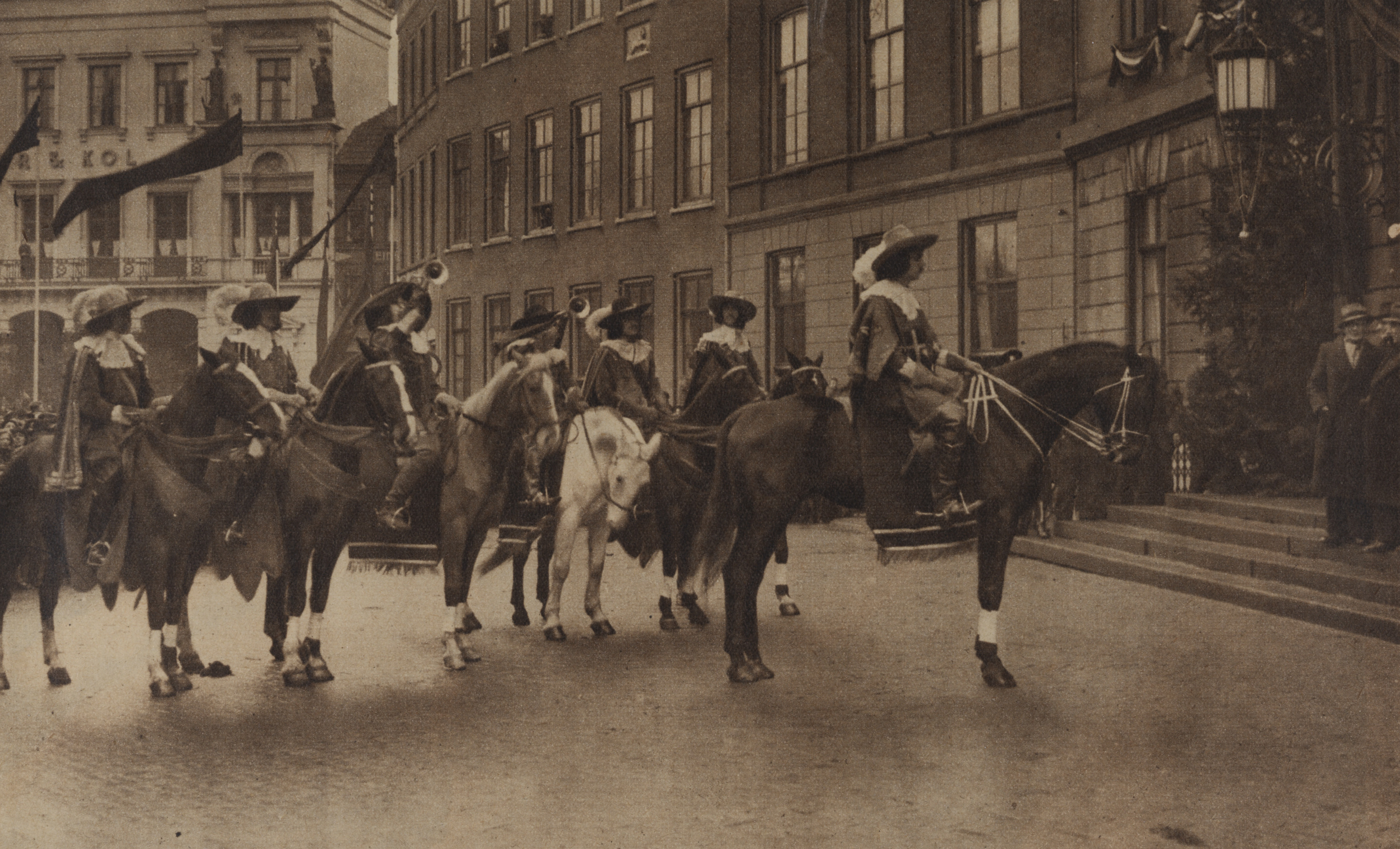
A.J. Andréa Wiltens, D. van Hoytema, F.Th. Dijckmeester, W.J.H.D. Rengers Hora Siccama en M. Tydeman jr. als Heraut bij de bekendmaking van de geboorte van Prinses Beatrix bij het Stadhuis (Stadhuisbrug) te Utrecht.

Soeverein ·
Grootmeester ·
Kanselier ·
Kapittel ·
Grootprior ·
Baljuw ·
Heraut ·
Wapenkoning ·
Ordeketen ·
Bijzondere Klasse ·
Grootkruis ·
Grootlint ·
Grootofficier ·
Commandeur ·
Officier ·
Ridder Grootkruis van Eer en Devotie ·
Rechtsridder ·
Ridder van Obediëntie ·
Ridder van Eer en Devotie ·
Ridder van Gratie en Devotie ·
Ridder van Magistrale Gratie ·
Eredame ·
Dame ·
Ridder ·
Lid ·
Expectant ·  
Medaille